# Gilberto Cotrim
Gilberto Vieira Cotrim (São Paulo, 5 de março de 1955) é um educador e historiador brasileiro. Cotrim é um dos mais conhecidos e renomados autores de livros didáticos do Brasil e possui vasta trajetória tanto na área de história como nas áreas de filosofia e pedagogia.

## Biografia
Gilberto Cotrim é historiador graduado pela Faculdade de Filosofia, Letras e Ciências Humanas da Universidade de São Paulo e licenciado pela Faculdade de Educação da USP.  É advogado inscrito na Ordem dos Advogados do Brasil (OAB-SP). Defendeu Mestrado em Educação e História da Cultura pela Universidade Mackenzie. Cursou filosofia na Pontifícia Universidade Católica de São Paulo (PUC-SP).
Foi presidente das Associação Brasileira dos Autores de Livros Educativos (ABRALE). É autor de diversos livros publicados pela Editora Saraiva, como: História Global, Fundamentos da Filosofia e Educação para uma escola democrática. Neste último livro citado, escreveu um lema que tem guiado seu trabalho de educador: "Não somos culpados pelo mundo que encontramos ao nascer. Mas precisamos, na medida de nossas possibilidades, fazer alguma coisas pelo mundo que está sendo construído (ou destruído) enquanto vivemos. Um mundo que será legado aos que hão de vir."

## Obras do autor
- Historiar – Ensino Fundamental (2015)
- História Global – Ensino Médio (2016)

Esta obra é destinada aos estudantes do Ensino Médio e aborda aspectos históricos de várias culturas e sociedades, especialmente aqueles que se referem ao contexto brasileiro
- Fundamentos da Filosofia

– Ensino Médio (2013)
Este livro, Fundamentos da filosofia. História e grandes temas, apresenta um programa de estudos para promover a reflexão filosófica para contribuir com a formação de cidadãos
- Direito Fundamental (2011)[12]
- Educação para um escola democrática (1991)